# Jacques Léon Gallimard
Pour les articles homonymes, voir Gallimard (homonymie).
 (mai 2022).
Jacques Léon Gallimard, né le 14 avril 1825 à Meaux et mort le 4 décembre 1908 en son domicile dans le 17e arrondissement de Paris, est un général de division de l'armée française.

## Biographie
Jacques Léon Gallimard passe à l'École d'application de l'artillerie et du génie en 1847. 
Il est lieutenant dans le génie à Arras, il est en Algérie en 1851, il fait la première campagne de Chine en 1857 avec l'amiral Charles Rigault de Genouilly, participe à la conquête de la Cochinchine (1859 : prise des forts de Peïho ; 1860 : combats de Chang-Kia-Wan et de Palikao ; 1861 : reddition de Pékin ; prise des forts de Kihoa et de Cong-Kien). 
Il est promu lieutenant-colonel chef d'État-major du génie à Alger en 1869, il devient chef d'État-major à l'armée du Rhin en 1870. 
Il est directeur des fortifications à Marseille en 1872, général de brigade en 1879, commandant de l'École polytechnique de 1880 à 1883, il est nommé général de division en 1885 puis inspecteur général en 1887.
Il est nommé grand officier de la Légion d'honneur en 1889.
Il est admis à la réserve en 1890.